# Regionalrat (Nordrhein-Westfalen)
Regionalräte sind in Nordrhein-Westfalen bei den Bezirksregierungen angesiedelte, kommunal besetzte Gremien, die über Aufgaben in der Regionalentwicklung entscheiden.
Im Rahmen des Zweiten Gesetzes zur Modernisierung von Regierung und Verwaltung in Nordrhein-Westfalen wurden die vorher bei den Bezirksregierung angesiedelten Bezirksplanungsräte in Regionalräte umgewandelt und ihre Kompetenzen ergänzt sowie ihre Zusammensetzung verändert.
Gesetzliche Grundlage für die Regionalräte sind die §§ 6–11 des Landesplanungsgesetzes Nordrhein-Westfalen (LPlG NRW). Beratungspflichten ergeben sich auch aus Fachplanungsgesetzen des Landes.
Der Regionalrat setzt sich aus stimmberechtigten und beratenden Mitgliedern zusammen. Die stimmberechtigten Mitglieder werden nach dem Parteienproporz der Kommunalwahl im jeweiligen Regierungsbezirk entsandt, zu zwei Dritteln von den Kreistagen und Räten der kreisfreien Städte, zu einem weiteren Drittel aus Reservelisten. Der Regionalrat konstituiert sich jeweils nach den Kommunalwahlen. Beratende Mitglieder sind die Oberbürgermeister der kreisfreien Städte sowie die Landräte, Vertreter der Arbeitgeber und der Arbeitnehmer, von Sportverbänden, von Naturschutzverbänden sowie der kommunalen Gleichstellungsstellen sowie ursprünglich der Regionalstellen Frau und Beruf.
Zentrale Aufgabe des Regionalrats ist die Aufstellung des Regionalplans (in NRW ehemals Gebietsentwicklungsplan), der von der Bezirksplanungsbehörde (der Bezirksregierung) erarbeitet wird (§ 9 Abs. 1 LPlG NRW). 
Weiterhin wird der Regionalrat von der Bezirksregierung über sämtliche regional bedeutsamen Entwicklungen unterrichtet und hat eine beratende Funktion für die Bezirksregierung für Planungen, Maßnahmen sowie Förderprogramme in den Bereichen Städtebau, Wohnungsbau, Schul- und Sportstättenbau, Krankenhausbau, Verkehr, Freizeit- und Erholungswesen, Landschaftspflege, Wasserwirtschaft, Abfallbeseitigung und Altlasten, Kultur sowie Tourismus (§ 9 Abs. 2 LPlG NRW).  
Der Regionalrat hat ein Vorschlagsrecht für Förderprogramme und -maßnahmen von regionaler Bedeutung, insbesondere in Abstimmung mit den Regionalkonferenzen (§ 9 Abs. 3 LPlG NRW) sowie für die „Verkehrsinfrastrukturplanung […] und die jährlichen Ausbauprogramme für Landesstraßen und Förderprogramme für den kommunalen Straßenbau und den öffentlichen Personennahverkehr“ (§ 9 Abs. 4 LPlG NRW). Der Regionalrat berät ferner die Landesplanungsbehörde und die Kommunen im Hinblick auf die Beachtung der Ziele der Raumordnung (§ 9 Abs. 5 LPlG NRW).
Die interne Organisation beschließt ein Regionalrat in eigener Verantwortung. In allen nordrhein-westfälischen Regionalräten werden die Entscheidungen in Ausschüssen vorbereitet. 
Für das Gebiet des Regionalverbands Ruhr (RVR) nimmt seit November 2009 die Verbandsversammlung des RVR („Ruhrparlament“) die Funktion eines Regionalrats wahr.

## Belege
1. ↑  https://recht.nrw.de/lmi/owa/br_bes_text?anw_nr=2&gld_nr=2&ugl_nr=230&bes_id=7530&aufgehoben=N&menu=1&sg=0#det275996 Text des Gesetzes